# Scapanorhynchus
Scapanorhynchus (от др.-греч. σκάφιου (scaphion) — лопата, и др.-греч. ῥύγχος (rhynchos) — рыло) — вымерший род акул, обитавших с раннего мела до, возможно, миоцена, если вид S. subulatus действительно акула-домовой, а не песчаная акула. Сильное сходство с современной акулой-гоблином подталкивает некоторых экспертов переклассифицировать последнюю как Scapanorhynchus owstoni. Тем не менее, большинство специалистов по акулам считают, что акула-гоблин достаточно отличается от своих доисторических родственников, чтобы заслуживать статус отдельного рода.
У Scapanorhynchus было удлинённое, хотя и уплощённое рыло и острые шилообразные зубы, идеально подходящие для того, чтобы хватать рыбу или отрывать куски плоти от своей добычи. Обычно Scapanorhynchus не превышал общей длины 4,15 м, хотя самые большие зубы высотой около 6 см указывают на максимальную длину в 6,7 м.